# Клематис 'Стасик'
Клематис 'Стасик' (Clematis 'Stasik') — крупноцветковый сорт клематиса (ломоноса). Используется в качестве вьющегося декоративного садового растения.
Сорт назван в честь внука М. Ф. Шароновой — Станислава.

## Описание сорта
Кустарниковая лиана длиной 1—1,5 м с коричневыми побегами. За опоры цепляется листовыми черешками.
Листья простые и тройчатые.
Цветки раскрытые, звёздчатые, 9—12 см в диаметре. Чашелистиков 6—8, они заострённо-эллиптические, бархатистые, вишневые (винно-красные), светлеющие до красно-фиолетовых с ярко выраженным белой полосой на оборотной стороне. Пыльники тёмные, красновато-фиолетовые.
Цветёт на побегах текущего года с начала июля.

## Агротехника
Группа обрезки: 3 (обрезаются над 2—3 парой почек (20—50 см) от земли).
Зона морозостойкости: 4—9.
Редко поражается грибными болезнями. Рекомендуется главным образом для озеленения балконов, лоджий, низких объектов.